# V2レコード
V2レコード (V2 Records) またはV2ミュージック (V2 Music) は、ヴァージン・グループ会長のリチャード・ブランソンが1996年に設立したレコード・レーベル。2013年からPIASエンタテインメント・グループ傘下のレーベルとなっている。

## 歴史
リチャード・ブランソンがヴァージン・レコードをEMIに売却した4年後の1996年に設立。設立後間もなく、V2はジュニア・ボーイズ・オウン (Junior Boy's Own) 、元アイランド・レコード傘下のジー・ストリート・レコード (Gee Street Records) 、ブルー・ドッグ・レコード (Blue Dog Records) 、ビッグ・キャット・レコード (Big Cat Records) を傘下に収めた。また、V2はウィチタ・レコーディングス、ルアカ・ボップ (Luaka Bop) 、シティ・スラング、モジュラー・レコーディングス、ファニア・レコードとライセンス契約を交わした。
2005年には数々のインディー・レーベルの販売、宣伝、流通業務を取り扱うコオペレイティヴ・ミュージックを設立した。
2007年8月、V2とコオペレイティヴ・ミュージックはユニバーサルミュージック・グループに買収された。買収金額は700万ユーロと推定されている。しかし、2012年のEMI買収に伴って事業分割の対象となり、2013年前半にPIASエンタテインメント・グループに売却された。

### 日本での事業
日本では1998年にV2 Records Japan（株式会社ヴイツーレコーズ・ジャパン）が設立され、1998年から2003年まではソニー・ミュージックエンタテインメント、2003年から2008年1月まではコロムビアミュージックエンタテインメントとライセンス契約を締結していた。
2008年1月、V2/コオペレイティヴ・ミュージックはホステス・エンタテインメントとの間でライセンス契約を締結。これに伴いV2 Records Japanは活動を終了した。ホステスとの契約は2011年3月に一旦終了し、代わってユニバーサルミュージック内に新設されたレーベル「PACHINKO RECORDS」にて取り扱われていたが、PIAS傘下に入った2013年からは再びホステスがライセンス販売を行っている。

## 主要アーティスト
※過去に在籍したアーティストも含む
- エイミー・マン (Aimee Mann)
- アルカライン・トリオ (Alkaline Trio)
- ブラック・クロウズ (The Black Crows)
- ブロック・パーティ (Bloc Party)
- ザ・ブラッド・ブラザーズ (The Blood Brothers)
- ブレンダン・ベンソン (Brendan Benson)
- バッファロー・ドーター (Buffalo Daughter)
- バグズ・イン・ジ・アティック (Bugz In The Attic)
- カーラ・ブルーニ (Carla Bruni)
- クリスタル・メソッド (The Crystal Method)
- ダットサンズ (The Datsuns)
- デイヴ・マシューズ・バンド (Dave Matthews Band)
- デウス (dEUS)
- エルボー (Elbow)
- グランダディ (Grandaddy)
- グリーンホーンズ (The Greenhornes)
- イザベル・キャンベル (Isobel Campbell)
- リバティ・エックス (Liberty X)
- マッドネス (Madness)
- マーキュリー・レヴ (Mercury Rev)
- モービー (Moby)
- ポール・ウェラー (Paul Weller)
- P.M.ドーン (P.M. Dawn)
- ザ・ラカンターズ (The Raconteurs)
- レイ・デイヴィス (Ray Davies)
- ライノセラス (Rinôçérôse)
- スキン (Skin)
- ステレオフォニックス (Stereophonics)
- シュガーカルト (Sugarcult)
- テイ・トウワ (Towa Tei)
- TYÜNK (難波章浩)
- アンダーワールド (Underworld)
- ザ・ホワイト・ストライプス (The White Stripes)